# هولگر آپفل
هولگر آپفل (به آلمانی: Holger Apfel) (زاده ۲۹ دسامبر ۱۹۷۰ در هیلدس‌هایم) سیاستمدارِ آلمانی است که از سال ۲۰۱۱ تا ۲۰۱۳ رهبری حزب دموکرات ملی آلمان را به عهده داشت.